# Bars and Melody
Bars and Melody（バーズ・アンド・メロディ）とは、イギリスの少年2人による音楽グループである。ラッパーのレオンドルが"Bars"、シンガーのチャーリーが"Melody"。別名でBAMと呼ばれており、2014年のブリテンズ・ゴット・タレントにて出演し、ゴールデンブザーを獲得したことで有名となった。
それぞれの新たな個人的目標のため、また「音楽のキャリアを最高潮のまま終わらせたい」という理由から、結成10周年となる2024年に解散した。

## 来歴

### 2013年-2014年、デュオ結成とブリテンズ・ゴッド・タレント
レオンドルとチャーリーは、2013年の9月にFacebookで出会った。レオンドルは、Facebookで友達がシェアしていたチャーリーの動画を見て感動し、メッセージを送った。メッセージを受け取ったチャーリーもレオンドルに興味を持ち、2014年1月に初めて会い、Bars and Melodyとしてデュオを組むことを決めた。
2014年2月、2人はマンチェスターでのブリテンズ・ゴット・タレントのオーディションに参加し、トゥイスタの「Hope」のラップ部分にいじめ反対のメッセージを込め改変した楽曲を披露した（後述の通りその後、彼らのオリジナル曲「Hopeful」としてリリース）。
パフォーマンスが終わった後、観客からは「ゴールドを押せ！（審査員の誰かが押すことで予選通過が確定する金色のブザーのこと）」という歓声が上がった。そして、ゴールデン・ブザーをサイモン・コーウェルが押し、予選通過が決定した。サイモンは「この曲はヒットすると思う」 「君たちが大好きだ」と大絶賛。
準決勝の前に、アメリカのテレビ番組、エレンの部屋に出演した。準決勝では、Puff Daddyの「I'll Be Missing You」を披露し、決勝へ進出した。決勝では、オーディションのパフォーマンスで披露した「Hopeful」のフルバージョンを披露し、優勝とは行かなかったが、3位になった。ビルボードマガジンによると、彼らのオーディションのビデオは、2014年のトレンド動画トップ10の中で、6位だったという。

### 2014年-2015年、143
ブリテンズ・ゴッド・タレントで優勝はできなかったが、50万ポンドでサイモン・コーウェルのレーベル、Sycoと契約を結び、2014年7月に「Hopeful」をリリースした。このシングルはイギリスのチャートで5位を獲得した。ミュージックビデオも2014年7月にリリースされた。2015年2月にセカンドシングル「Keep Smiling」をリリースし、2015年4月にサードシングル「Stay Strong」をリリースした。4つ目のシングル「Beautiful」は、2015年6月に、ミュージックビデオと共にリリースされた。
そして2015年8月にデビューアルバム『143』をリリースし、その月のUKアルバムチャートで4位にランクインした。『143』には今までのシングルに加えて新しくレコードした曲も含まれている。彼らは夏の間、イギリスをツアーしてまわり、冬はイギリス、オランダ、ポーランドでツアーをし、ポーランドではアルバムがプラチナになった。2015年5月にCBBCのFriday Downloadのプレミア、レッドカーペットのイベントにも参加した。

### 2016年
2016年、彼らは、Xファクターに主演していた、Kiera Weathersと共に、2月から4月までツアーで、ロンドン、バーミンガム、ブリストル、グラスゴー、リバプールなどをまわった。そしてこの年、彼らはいじめ反対大使にも任命されていた。2016年8月、SycoによってEP『Teen Spirit』がリリースされ、オーストラリア、日本にツアーで来ている。
2016年8月、彼らは日本でのデビューアルバム、『Hopeful』をリリースした。『143』の曲や、『Teen Spirit』の曲、そして 「Hopeful」の日本語バージョンも収録されている。

### 2017年
2017年2月に、彼らは2つ目の日本でのアルバム、「Never Give Up」をリリースした。前曲に続いて一部に日本語歌詞を用いた。4月に、『Generation Z』という新しいアルバムを出すと発表し、9月に予定していることも発表した。そしてシングル、「Faded」が4月14日にリリースされた。4月は、Diversityというダンスグループのためにイギリスの10都市をツアーしてまわった。5月26日に、シングル「Thousand Years」をリリース。
9月1日、「Thousand Year」、「Faded」、「Fast Car」などが収録されたアルバム、『Generation Z』をリリースした。

### 2018年
10月12日、2019年秋リリース予定のアルバム『CHOKE』から、初の新曲、「Put Ü First」をリリースした。12月には来日し、東京、名古屋、大阪をツアーしてまわった。

## チャート
| 2014 | Hopeful      | 5位  | 6位 | 56位 |
| 2015 | Keep Smiling | 52位 | -   | -    |
| 2015 | Stay strong  | 53位 | -   | -    |
| 2015 | Beautiful    | -    | -   | -    |

| 発表年 | タイトル | 各チャート最高位 |
| 発表年 | タイトル | UK               |
| ------ | -------- | ---------------- |
| 2015   | 143      | 4位              |